# Bataille de Murowana Oszmianka
Seconde Guerre mondiale
La bataille de Murowana Oszmianka se déroula les 13 et 14 mai 1944 entre l'Armia Krajowa (AK) de la résistance polonaise et la Force lituanienne de défense territoriale (LTDF) subordonnée à l'Allemagne nazie. La bataille a eu lieu dans et près du village de Murowana Oszmianka (actuellement Muravanaya Ashmyanka (en), en Biélorussie, non loin de la frontière avec la Lituanie).

## Prélude
Fin avril, début mai 1944, les autorités allemandes décident de transférer une partie importante des fonctions de police en Lituanie à la Force lituanienne de défense territoriale nouvellement créée avec pour consigne de déclencher dans la région une grande opération contre les partisans polonais et les partisans soviétiques.
Trois bataillons lituaniens sont envoyés dans et autour de la ville d'Oszmiany (actuellement Achmiany). En réponse, Aleksander Krzyżanowski (en) (alias "Wilk"), le commandant de l'AK pour la région de Vilnius, mobilise ses troupes mais reçoit l'ordre de ne pas engager le combat afin d'éviter l'escalade des hostilités avec les Lituaniens.
Les troupes lituaniennes, encouragées par le manque de réaction des Polonais qu'ils pensent être le signe de leur supériorité, s'en prennent aux populations civiles soupçonnées d'aider les partisans. De nombreux crimes de guerre sont commis. Le 10 mai, face à la nécessité de protéger les civils, l'AK décide de passer à l'action et d'attaquer les positions lituaniennes autour du village de Murowana Oszmianka.

## Le plan
Les renseignements apprennent que les Lituaniens ont concentré quatre compagnies à Murowana Oszmianka, deux autres à Tołominowo et une forte garnison allemande (avec des éléments blindés) à Oszmiany. Pour s'assurer de la victoire, les Polonais comptent profiter de l'effet de surprise. Le 12 mai, un plan détaillé est établi.
- 4 pelotons de la 8e Brigade doivent attaquer Murowana Oszmianka par le sud-est, en convergeant vers l'église
- La 3e Brigade attaquera Murowana Oszmianka par le nord-ouest
- La 13e Brigade assurera la route de Murowana Oszmianka à Tołominowo, et éventuellement attaquera Tołominowo
- La 9e Brigade assurera la route de Murowana Oszmianka à Oszmiany
- Le pont Oszmiana-Murowana Oszmianka doit être détruit pour empêcher l'intervention des blindés allemands
- Les lignes de communication entre Vilnius et Oszmiana doivent être coupées
- La 12e Brigade et le reste du peloton de cavalerie de la 8e brigade serviront de réserve
- Un hôpital de campagne sera établi dans le village de Wasiowce
- Les positions doivent être prises au crépuscule et toutes les unités doivent se désengager à l'aube pour éviter une contre-attaque de la Luftwaffe allemande
- L'assaut sera donné à 23 heures.

## La bataille
L'assaut est un net succès pour les Polonais. Tout se passe selon le plan établi. Le 301e bataillon des forces lituaniennes n'offre que peu de résistance. Les autres garnisons situées dans les villes voisines ne bougent pas de leurs postes. Les renforts allemands sont arrêtés par le sabotage des ponts et des actions de diversions menées principalement par la 9e Brigade. La 3e compagnie du 301e bataillon lituanien est également prise à partie dans les environs du village de Tołominowo par la 13e Brigade ; cet engagement se solde également par une victoire polonaise.

## Conséquences
Après la bataille, tous les Lituaniens sont désarmés et libérés, vêtus de leurs casques et de leurs sous-vêtements. La résistance polonaise s'empare d'un mortier et de sept mitrailleuses. Le commandant Aleksander Wilk Krzyżanowski adresse au général Povilas Plechavičius (en), commandant de la LTDF, un appel à l'arrêt de la collaboration lituanienne avec l'Allemagne nazie, la fin des politiques lituaniennes anti-polonaises et un effort commun pour lutter contre les Allemands. Les autorités lituaniennes rejettent cette proposition et exigent que les Polonais abandonnent la région de Vilnius et se subordonnent aux Lituaniens dans leur lutte contre les Soviétiques.
Après cette défaite d'autres escarmouches ont lieu entre Lituaniens et Polonais. La Force lituanienne de défense territoriale en sort tellement affaiblie que Povilas Plechavičius et ses officiers sont jugés inutiles par les Allemands et déchargés de leur commandement. Peu après, ils sont arrêtés et leurs unités dissoutes.

## Source de la traduction
- (en) Cet article est partiellement ou en totalité issu de l’article de Wikipédia en anglais intitulé « Battle of Murowana Oszmianka » (voir la liste des auteurs).